# 博埃奇奧
18°46′12″N 70°58′48″W / 18.77000°N 70.98000°W
博埃奇奧（西班牙語：Bohechío），是多明尼加共和國的城鎮，位於該國西部，由聖胡安省負責管轄，面積407.82平方公里，2012年人口9,652，該城鎮人口密度每平方公里24人。